# Жетыказына
Жетыказына (каз. Жетыказына, до 2011 г. — Кызыласкер) — село в Жетысайском районе Туркестанской области Казахстана. Входит в состав аульного округа Жолдасбая Ералиева. Код КАТО — 514439680.

## Население
В 1999 году население села составляло 670 человек (341 мужчина и 329 женщин). По данным переписи 2009 года, в селе проживало 967 человек (476 мужчин и 491 женщина).